# Aéroport international d'Exuma
L'aéroport international d'Exuma, code IATA : GCT • code OACI : MYEF, situé au nord-ouest de George Town est un aéroport public qui dessert l'île de Great Exuma aux Bahamas. L'aéroport accueille principalement des avions légers et des jets régionaux en provenance des États-Unis et des Bahamas. 

## Situation
| Marsh Harbour Treasure Cay Andros Town South Andros Mangrove Cay San Andros Chub Cay South Bimini Arthur's Town New Bight Crooked island Governor's Harbour North Eleuthera Rock Sound Exuma Staniel Cay Grand Bahama Matthew Town Deadman's Cay Stella Maris Mayaguana Nassau San Salvador |